# Гулиев, Тарлан Шахмурад оглы
Тарлан Шахмурад оглы Гулиев (азерб. Quliyev Tərlan Şahmurad oğlu; 19 апреля 1992, Баку) — азербайджанский футболист, защитник клуба «Туран». Выступал за национальную сборную Азербайджана.

## Клубная карьера

### Чемпионат
Тарлан Гулиев является воспитанником бакинского «Нефтчи», в юношеском составе которого начинал свои выступления в 2007 году. В 2009 году переходит в основной состав команды. В 2011/2012 годах, на правах аренды проводит один сезон в составе ФК «Сумгаит-Шехер», после чего вновь возвращается в стан «нефтяников».

### Кубок
Будучи игроком ФК «Нефтчи» Баку провёл в Кубке Азербайджана 3 игры. Был также заявлен в матче за Суперкубок страны 2013 года.

## Еврокубки
В сезоне 2012/13 годов провёл в составе ФК «Нефтчи» Баку 6 игр в Лиге Европы. Дебютным оказался ответный матч раунда плей-офф Лиги Европы УЕФА против кипрского «Апоэль», состоявшийся в Никосии 30 августа 2012 года, которая завершилась победой бакинцев со счётом 1:3. При этом футболист вышел на замену на 86 минуте матча.

## Сборная Азербайджана

### U-19
Дебютировал в составе юношеской сборной Азербайджана до 19 лет 9 октября 2009 года в городе Нес-Циона, в квалификационном матче Чемпионата Европы УЕФА против сборной Израиля, завершившимся победой юношей из Азербайджана со счётом 3:0.

### U-21
Первую игру в составе олимпийской сборной страны провёл 9 сентября 2009 года в Баку, на республиканском стадионе имени Тофика Бахрамова в квалификационном раунде Чемпионата Европы УЕФА против сборной Белоруссии. Провёл на поле 82 минуты матча. В некоторых матчах сборной носил капитанскую повязку.

## Достижения
В составе ФК «Нефтчи» Баку завоёвывал нижеследующие титулы:
- Дважды, в сезонах 2010/11 и 2012/13 годов становился чемпионом Премьер-Лиги Азербайджана.
- Победитель Кубка Азербайджана сезона 2012/13 годов.
- Финалист Суперкубка Азербайджана 2013 года.[4]